# Lycaeides latialis
Lycaeides latialis är en fjärilsart som beskrevs av Rostagno 1910. Lycaeides latialis ingår i släktet Lycaeides och familjen juvelvingar. Inga underarter finns listade i Catalogue of Life.